# عيد المرأة (تونس)

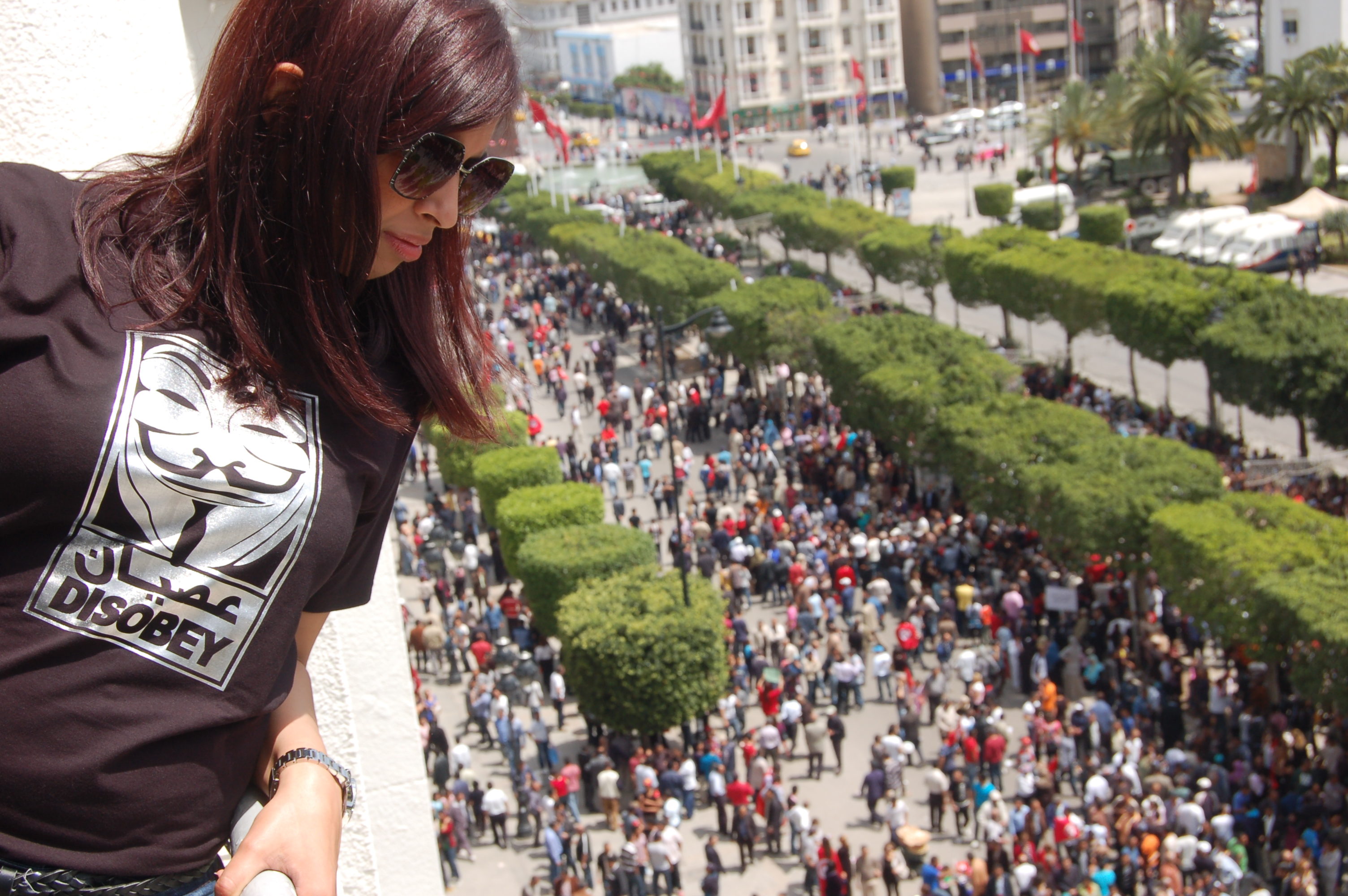
تقوم الجمعيات النسوية وغيرها بمسيرات في شوارع تونس في عيد المرأة.

يحتفل بعيد المرأة في تونس يوم 13 آب / أغسطس من كل سنة. وهو عبارة عن ذكرى لتبني مجلة الأحوال الشخصية قوانين للأسرة تحوي تغيرات جوهرية من أهمها منع تعدد الزوجات وسحب القوامة من الرجل وجعل الطلاق بيد المحكمة عوضاً عن الرجل وكان ذلك يوم 13 أغسطس 1956، أي في سنة استقلال تونس.

## وصلات خارجية
- الموقع الرسمي لمجلة الأحوال الشخصية التونسية
- منظومة حقوق المرأة التونسية